# Live: The Fillmore
Live: The Fillmore è un album dal vivo del musicista britannico Pete Townshend, pubblicato nel 2000.

## Tracce
Tutte le tracce sono state scritte e composte da Pete Townshend eccetto dove indicato.

1. Let My Love Open the Door
2. English Boy
3. Drowned
4. The Shout
5. I Put a Spell on You (Screamin' Jay Hawkins)
6. Cut My Hair
7. Sheraton Gibson
8. I'm One
9. Heart to Hang Onto
10. O'Parvardigar
11. A Legal Matter
12. A Friend is a Friend
13. I Am an Animal
14. All Shall Be Well
15. Slit Skirts
16. Eyesight to the Blind (Sonny Boy Williamson II)
17. Driftin' Blues (Johnny Moore's Three Blazers)
18. Now and Then
19. Rough Boys
20. I'm a Boy
21. Magic Bus